# Impératif présent en français
L'impératif présent est un mode simple de la conjugaison des verbes français. L'impératif présent appartient au mode personnel de l'impératif, c’est-à-dire qu'il représente un ordre, un conseil, une interdiction, une invitation ou une prière.

## Formation
L’impératif présent se forme à partir de l’indicatif présent.
Il n'existe qu'à la deuxième personne du singulier et aux deux premières du pluriel.
Il s'emploie sans pronom personnel.

### Principes généraux
Pour la deuxième personne du singulier :
- Si le présent de l'indicatif est en -es, le présent de l'impératif est en -e, le s réapparaissant par euphonie lorsque le verbe est suivi des pronoms en ou y

- Sinon, il est identique au présent de l'indicatif.

Pour les deux premières personnes du pluriel, il est identique au présent de l'indicatif.

### Exceptions
Cinq verbes ne suivent pas ces règles :
- être : sois, soyons, soyez
- avoir : aie, ayons, ayez
- savoir : sache, sachons, sachez
- vouloir : veuille, veuillons, veuillez
- aller : va, allons, allez

Ils suivent en revanche la règle d'euphonie susdite : aies-en, vas-y.
Le verbe pouvoir est quant à lui défectif : il n'a pas d'impératif présent.

### Verbes pronominaux
Pour former l'impératif présent des verbes pronominaux, on fait suivre le verbe du pronom tonique relié par un trait d'union : tais-toi, arrêtons-nous, souvenez-vous.
Cependant, à la forme négative, on utilise le pronom atone avant le verbe : ne te tais pas.